# 체코 여자 축구 국가대표팀
체코 여자 축구 국가대표팀(체코어: Česká ženská fotbalová reprezentace 체스카 젠스카 포트발로바 레프레젠타체[*])은 체코를 대표하는 여자 축구 대표팀으로 결성은 체코슬로바키아 시기에 이루어졌으며 체코와 슬로바키아로 분리된 후 1993년 6월 21일 슬로바키아와의 국제 경기 데뷔전에서 6-0의 대승을 거두었다.

## 국제 대회 경력

### FIFA 여자 월드컵
9번의 FIFA 월드컵 본선에 출전한 남자 대표팀과는 달리 여자 대표팀은 현재까지 월드컵 본선 진출 기록이 전무하며 그나마 2007년 FIFA 여자 월드컵 유럽 지역 예선 A그룹 2조에서 5승 1무 2패·조 2위를 기록하며 체코 여자 축구 역사상 월드컵 유럽 지역 예선 역대 최고 성적을 남겼다.

### UEFA 유럽 여자 축구 선수권 대회
여자 월드컵과 마찬가지로 현재 여자 유로 대회 본선 기록도 전무하며 다만 UEFA 여자 유로 2022 예선에서 5승 1무 2패·D조 2위로 사상 첫 여자 유로 대회 예선 플레이오프 진출을 이뤄냈다.

## 성적

### FIFA 여자 월드컵
- 1991년: 불참
- 1995년 ~ 2023년: 진출 실패

### 올림픽 축구
- 1996년 ~ 2024년: 진출 실패

### UEFA 유럽 여자 축구 선수권 대회
- 1984년 ~ 1993년: 불참
- 1995년 ~ 2022년: 진출 실패

## 같이 보기
- 체코 축구 국가대표팀